# پل راد
پل استیون راد (انگلیسی: Paul Stephen Rudd؛ زادهٔ ۶ آوریل ۱۹۶۹) بازیگر آمریکایی است. او تئاتر را در دانشگاه کانزاس و آکادمی هنرهای دراماتیک آمریکا مطالعه و بازیگری را در سال ۱۹۹۱ آغاز کرد. او در سال ۲۰۱۵ ستاره‌ای در پیاده‌روی مشاهیر هالیوود کسب کرد و نامش در سال ۲۰۱۹ در فهرست ۱۰۰ ستاره ثروتمند فوربز قرار گرفت. مجلهٔ پیپل در سال ۲۰۲۱ او را «جذاب‌ترین مرد زنده» نامید.

## اوایل زندگی
راد در پسیک، نیوجرسی از پدر و مادری انگلیسی یهودی زاده شد و در ۱۳ سالگی نیز بت‌میتصوا (عملی که در دین یهودی نوجوانان ۱۳ ساله باید مطابق به کتاب مقدس انجام دهند) نیز انجام داده بود. نام خانوادگی اصلی او رادنیتزکی می‌باشد که بعداً توسط پدربزرگش به راد تغییر داده شد.
پدر راد، «مایکل» راهنمای تور تاریخی بود که بعداً نائب رئیس شرکت هوایی ورلد گشت. مادر او، «گلوریا» مدیر بخش فروش تلویزیون KSMO بود. در ۱۰ سالگی خانواده‌اش به اورلند پارک، کانزاس نقل مکان کردند و او در همان‌جا بزرگ شد. او مدرسه متوسطه را در Shawnee Mission West و کالج را در دانشگاه کانزاس سپری کرد. برای یک نیمسال او در دانشگاه آکسفورد ادبیات انگلیسی را می‌خواند.

## حرفه
او در اول در فیلم‌های کمدی نقش آفرینی می‌کرد و با فیلم‌هایی همچون بی-سرنخ، تابستان داغ و نمناک آمریکایی، باکره چهل‌ساله، بهم ریخته، فراموش کردن سارا مارشال، ناهار برای احمق‌ها، رول مدلز، پلیس‌های جن-وای و دوستت دارم، مرد شناخته می‌شود.
در تلویزیون، او بیشتر به خاطر نقشش در سریال تلویزیونی کمدی شبکه ان‌بی‌سی، دوستان در نقش «مایک هانیگان» دوست پسر فیبی بوفی که بعداً با او ازدواج می‌کند، شناخته می‌شود.